# Talbot Solara
Talbot Solara var en stor mellemklassebil som blev introduceret i april 1980. Modellen var teknisk baseret på Simca 1307 og fandtes kun som firedørs sedan. Den solgtes med motorer fra 1,4 til 1,6 liters slagvolume. Solara blev bygget i Frankrig og Spanien og blev den sidste personbil som solgtes under varemærket Talbot. Modellen udgik i 1986.

## Varianter
- LS (1.442 cm³, 70 hk)
- GL (1.442 cm³, 85 hk)
- GLS (1.442 cm³, 85 hk og 5-trins gearkasse)
- SX (1.592 cm³, 88 hk)